# Sobreposta
Sobreposta es una freguesia portuguesa perteneciente al municipio de Braga. Posee un área de 5,07 km² y una población total de 1199 habitantes (2001). La densidad poblacional asciende a 236,5 hab/km².
- Datos: Q582119
- Multimedia: Sobreposta / Q582119